# Cambridge United FC
Cambridge United FC is een Engelse professionele voetbalclub uit Cambridge en komt uit in de EFL League One. De ploeg is ook bekend als Cambridge,  waarbij het kleinere broertje Cambridge City voor het gemak over het hoofd wordt gezien.

## Geschiedenis
Cambridge United werd in 1912 opgericht onder de naam Abbey United. De ploeg nam aan diverse competities mee en boekte daarin de nodige successen. In 1949 werd de club professioneel en vanaf 1951 speelde de club in verscheidene regionale divisies. Toen Bradford in 1970 afstand nam van het landelijke voetbal mocht Cambridge de plaats van die club innemen, na een succesvol seizoen in de Southern League.
De grootste successen behaalde de club in de jaren tachtig en negentig. In 1990 behaalde de club de play-offs van de toenmalige Fourth Division wat een promotie opleverde, vervolgens werd het kampioenschap behaald in de Third Division. Sterspeler in die tijd was Dion Dublin die vele goals maakte voor de ploeg. Het avontuur hield echter nog niet op, want in het volgende seizoen werd de vijfde plaats behaald in de Second Division wat recht gaf op het spelen van play-offs voor promotie naar de Premier League. De eerste wedstrijd tegen Leicester City in eigen huis werd nog 1-1, maar vervolgens werd de ploeg in de uitwedstrijd met 5-0 afgedroogd. Bovendien vertrok Dublin vlak daarna naar Manchester United voor ruim 1 miljoen pond. Na het vertrek van de belangrijkste speler van de club ging het bergafwaarts.
In 1993 degradeerde de ploeg uit wat inmiddels de First Division was geworden en in de daarop volgende jaren speelde de ploeg geen rol van betekenis meer en degradeerde de ploeg in 2005 naar de Conference National. Dit was voor het eerst in 35 jaar dat de ploeg niet meer meespeelde in een van de divisies van de Football League. De eerste seizoenen na de degradatie moest de club schulden wegwerken en acteerde het in de middenmoot van deze competitie. In 2014 keerde Cambridge United terug. In 2021 behaalden ze de tweede plek in de EFL League Two, wat betekende dat ze voor het eerst in jaren weer mochten uitkomen in de EFL League One.

## Hoogtepunten
- kampioen Football League 3 - 1990/91
- kampioen Football League 4 - 1976-77
- playoffs Football League 4 - 1985/86
- 5e plaats Football League 2 - 1991/92
- FA Cup; 6e ronde in 1989/90 (1-0 nederlaag tegen Coventry City) en 1990/91 (2-1 nederlaag tegen Arsenal)
- tweede plaats EFL League Two - 2020/21

## Bekende (ex-)spelers
- Dion Dublin
- Mark Farrington
- Bradley Johnson